# 1710 год в науке
В 1710 году в науке и технике произошло несколько значимых событий.

## События
- В Упсале (Швеция) основана «Коллегия Любопытствующих» (лат. Collegium curiosorum), послужившая основой для Королевского общества наук в Упсале[англ.], старейшей королевской академии наук Швеции.

## Астрономия
- Эдмунд Галлей, сравнивая свои наблюдения с каталогом Птолемея, обнаружил собственное движение некоторых «неподвижных» звёзд[1][2].

## Физиология и медицина
- Алексис Литтре в своём трактате Diverses observations anatomiques стал первым врачом, предположившим возможность выполнения поясничной колостомы для обструкции кишечника.
- Стивен Гейлс сделал первое экспериментальное измерение ёмкости сердца млекопитающих[3].

## Технологии
Якоб Кристоф Леблон изобрёл метод трёхцветной печати с использованием красных, синих и жёлтых чернил. Позднее он добавил чёрные чернила, изобретя самый ранний метод четырёхцветной печати.

## Зоология
- Рене Антуан Реомюр написал статью о возможности использовать пауков для производства шёлка.

## Публикации
- Джон Арбетнот опубликовал в «Философских трудах Королевского общества» свою работу «Аргумент в пользу Божественного Провидения, взятый из постоянной регулярности, наблюдаемой в новорождённых обоих полов»[5].

## Родились

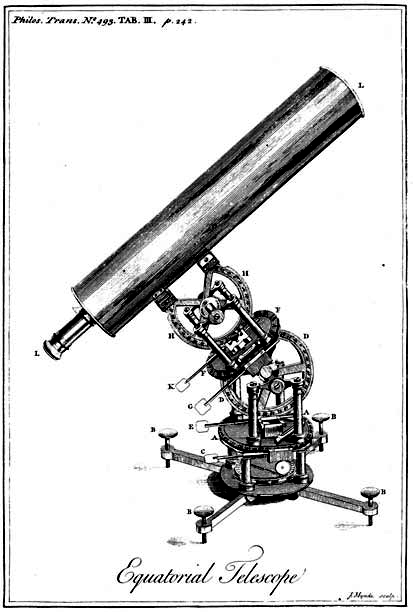
Телескоп Джеймса Шорта

- 15 апреля — Уильям Каллен, шотландский врач и химик (умер в 1790)
- 25 апреля — Джеймс Фергюсон, шотландский астроном (умер в 1776)
- 18 мая — Иоганн II Бернулли, швейцарский математик и физик (умер в 1790)
- 10 июня — Джеймс Шорт, шотландский математик и оптик (умер в 1768)
- 21 июля — Пауль Генрих Герхард Мёринг, немецкий врач, ботаник и орнитолог (умер в 1792)
- 20 августа — Томас Симпсон, английский математик (умер в 1761)
- 3 сентября — Авраам Тремблей, швейцарский естествоиспытатель (умер в 1784)
- Уильям Геберден, английский врач, который дал первое описание стенокардии (умер в 1801)

## Скончались
- 25 февраля — Даниэль Грейсоло, сьер де Лут, французский исследователь Миссисипи (родился в 1639)
- 11 октября — Готфрид Кирх, немецкий астроном (родился в 1639)
- 5 декабря — Олаф Рёмер, датский астроном (родился в 1644)
- Жан де Фонтанэ, французский иезуит, математик и астроном, миссионер в Китае (родился в 1643)[6]